# دونا كيلي
دونا كيلي (بالإنجليزية: Donna Kelley)‏ هي صحفية ومنتجة تلفزيونية أمريكية، ولدت في 1956 في هافري في الولايات المتحدة.